# Albrecht z Valdštejna
Albrecht Václav Eusebius z Valdštejna (nebo také Vojtěch Václav Eusebius z Valdštejna, zkráceně též Valdštejn, v zahraniční literatuře také Albrecht Wenzel (Wenzeslaus) Eusebius Graf von Waldstein (Wallenstein, Wahlnstein, Valstein, Valdestain), Herzog von Friedland, Mecklenburg und Sagan; 14. záříjul./ 24. září 1583greg. Heřmanice u Jaroměře – 25. února 1634 Cheb) byl český vojevůdce a politik, vévoda meklenburský, frýdlantský a kníže hlohovský a zaháňský, vedle Jana Tserclaese Tillyho nejvyšší velitel císařsko-ligistických vojsk během třicetileté války.
Bojoval na straně císaře proti Protestantské unii, později upadl v nemilost a byl císařskými důstojníky spolu s dalšími úkladně zavražděn.
Byl vůbec prvním, kdo začal vydržovat stálou armádu, a to nikoli z císařské apanáže, nýbrž z kontribucí nepřátelských i spojeneckých území a z vlastních prostředků (výnosů ze svého vévodství). Zemřel jako jedna z nejvlivnějších osobností tehdejší Evropy.

## Mládí
Narodil se 24. září 1583 na tvrzi Heřmanice u Jaroměře jako syn zchudlého šlechtice Viléma z Valdštejna a jeho manželky Markéty Smiřické ze Smiřic, kteří se drželi víry Jednoty bratrské. Ze sedmi dětí se dospělého věku dožily pouze Anna Kateřina (provdaná za Karla staršího ze Žerotína, zemřela ale mladá na tuberkulózu), Marie Bohumila a Albrecht. Po brzkém úmrtí rodičů (matka zemřela náhle 22. července 1593 a otec Vilém 25. února 1595, oba jsou pohřbeni v kostele svaté Máří Magdalény v Heřmanicích) putoval malý Albrecht k matčinu švagrovi, Jindřichovi Slavatovi z Chlumu a Košumberka. Na podzim 1597 jej Slavata poslal studovat na latinské gymnázium do slezského Goldbergu, od roku 1599 dále studoval na evangelické univerzitě v Altdorfu.
V roce 1600 musel Albrecht školu opustit, strávil dokonce několik dní v městském vězení, neboť se účastnil několika šarvátek a bitek, při jedné z nichž byl zabit syn významného altdorfského měšťana a Valdštejn pomohl vrahovi k útěku. Oleje do ohně pak přilil sám, když téměř k smrti umlátil svého sluhu. Zde už nepomohly obhajoby a vazby na starobylý český rod, Albrecht musel školu opustit.
Mezitím zemřel jeho poručník Slavata, a tak se Valdštejn, jak bylo u mladých šlechtických kavalírů zvykem, vydal na studijní cestu po Evropě. Žádné prameny nedokládají, co konkrétně v letech 1600–1602 podnikal, ale předpokládá se, že navštívil Nizozemí, Anglii, Francii a Itálii, kde také v Boloni a Padově studoval matematiku a astronomii. (Astronomie byla tehdy neoddělitelně spjata s astrologií, jíž se po setkání s Keplerem stal Valdštejn celoživotním horlivým vyznavačem.) Valdštejn si tak rozšířil své znalosti, Itálie ho evidentně nadchla, protože později při výstavbách svých paláců najímal výhradně italské stavitele a malíře. Na těchto cestách také získal velké jazykové znalosti (hovořil nejen česky a samozřejmě německy, ale také španělsky, italsky, a k tomu si osvojil ještě základy latiny a francouzštiny, což svědčí o jeho nesporně vysokém intelektu).
Po návratu z Itálie se nechal roku 1604 najmout jako fendrych (praporčík) pro vojenské tažení císaře Rudolfa II. proti Turkům a uherským povstalcům Štěpána Bočkaje, kde si vysloužil povýšení na hejtmana. Z uherského tažení si však domů přinesl zranění ruky a též tzv. uherskou nemoc, vrátil se churavý (léčil se údajně i ze zápalu plic).
Zhruba v této době dochází k důležitému momentu. Není s jistotou známo, kdy Valdštejn konvertoval ke katolictví, hovoří se o rozmezí let 1602–1606. Pro evangelíka Valdštejna byla konverze k římskokatolické církvi krokem ke kariéře a vzestupu, věděl, že jako vyznavač víry Jednoty bratrské nebude mít u dvora dveře otevřené.
Od roku 1608 byl hejtmanem ve službách arcivévody Matyáše Habsburského. Jeho úkolem bylo po boku nezkušeného Maxmiliána z Lichtenštejna najmout na Moravě pluk německých žoldnéřů, v jehož čele se zúčastnil tažení na Prahu. Avšak celý spor mezi Rudolfem a Matyášem byl 24. června 1608 ukončen podpisem libeňského míru, čímž Rudolf ztratil Rakousko, Uhry a Moravu. Valdštejn se tak mohl vrátit ke dvoru.

## Keplerův horoskop

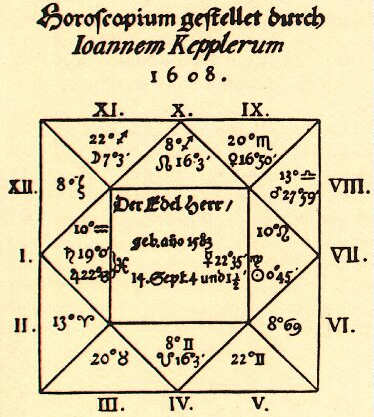
Valdštejnův horoskop od Keplera

Během svého pobytu v Praze si nechal Albrecht z Valdštejna sestavit od dvorského astrologa Keplera horoskop. Na Hradčany za Keplerem sám nešel, pravděpodobně požádal prostředníka o schůzku. Prostředníky byli Gerhard Taxis a pravděpodobně pražský lékař Stromaier (někdy též uváděno Strossmayr), zde ovšem nelze prokázat pravou identitu druhého z prostředníků.
Jan Kepler pracoval pro Rudolfa II. jako astrolog a matematik. Platby od Rudolfa ovšem docházely jen nepravidelně a Kepler musel uživit početnou rodinu, přivydělával si tedy sestavováním horoskopů. Ač z horoskopů kynul Keplerovi hmotný prospěch, neskrýval skepsi k astrologii a držel si od astrologů vědecký odstup. Od Valdštejna skrze prostředníka neobdržel víc než datum narození a jméno, které mu bylo zřejmě zcela neznámé. Právě proto zůstává dodnes obdivuhodné, s jakou přesností Kepler vystihl nejen povahu, ale i osudy svého klienta, což dokazuje, že byl nejen dobrým astrologem, ale i výtečným znalcem lidských povah.

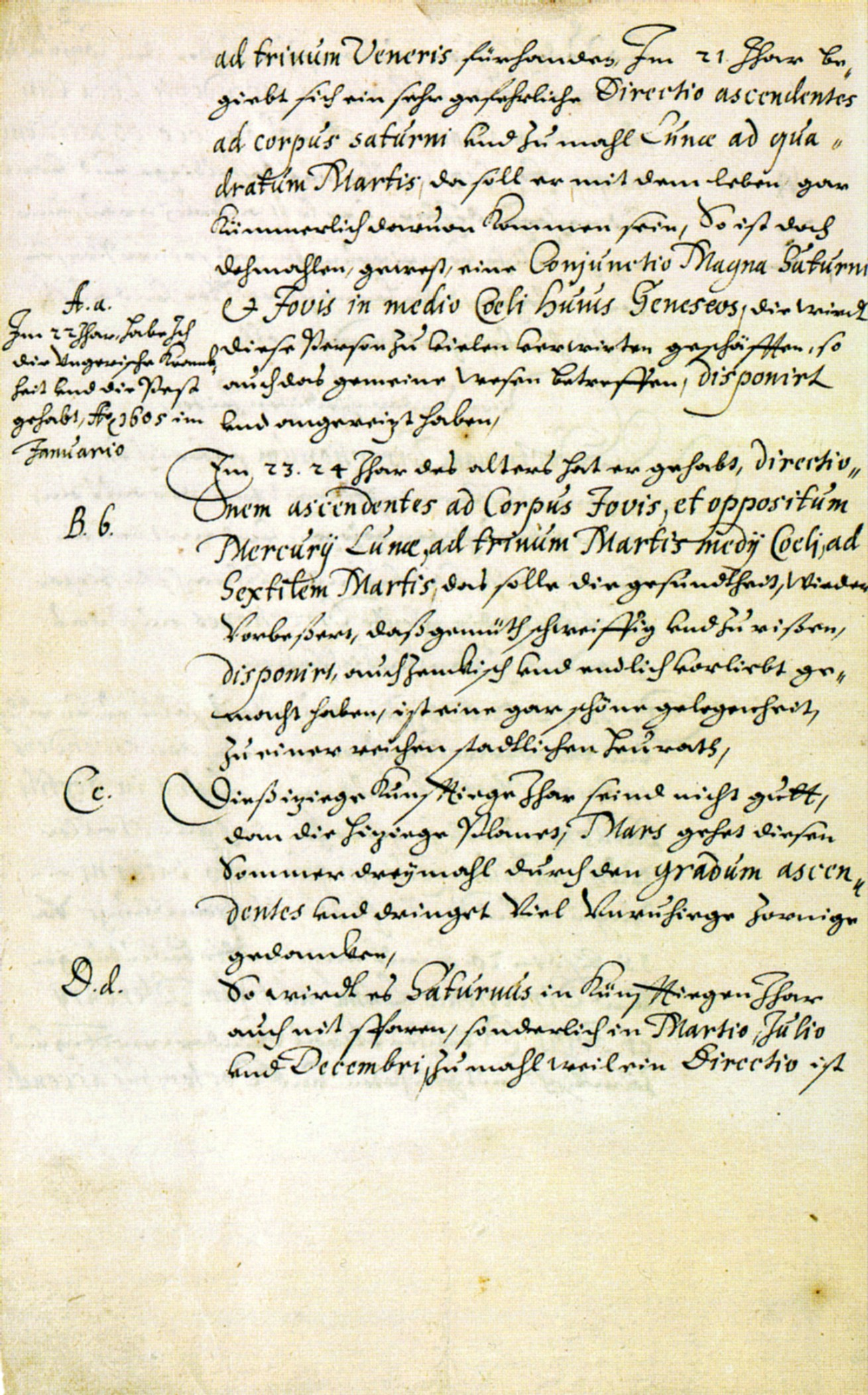
Výňatek Valdštejnova prvního horoskopu od Keplera, doplněné osobními poznámky Valdštejna na okraji

Nedílnou součástí horoskopu byla také – místy tvrdá až urážlivá – charakteristika Valdštejnovy osobnosti. Kepler vyvodil závěry o bystré a inteligentní osobnosti s vysloveně asociálními sklony a odporem ke všemu všednímu a konvenčnímu, s touhou po výjimečnosti a zejména o osobnosti až chorobně ctižádostivé, projevující dravost a podezíravost vůči okolí. Bude považován za samotáře, nepozná lásku manželskou ani bratrskou, k nikomu nenajde bližší vztah. Bude lakotný a ukrutný. Valdštejnovi předpověděl nejen bohatou ženitbu v jeho 33. roce života (zde se ovšem Kepler zmýlil), ale i že dojde vysoké hodnosti a bohatství, na cestě za ním si však proti sobě popudí mnoho nepřátel, s nimiž bude vždy zápasit, na druhé straně si však mohl získat oblibu u velkého počtu lidí, dokonce se mohl stát hlavou jakéhosi hnutí.
Jak dokázáno, doplňoval Valdštejn horoskop svými vlastními poznámkami a v roce 1625, kdy Keplerův první horoskop končil, spojil se s Keplerem znova se žádostí o další horoskop. Kepler mu vyhověl a na počátek roku 1634 předpověděl budoucímu vévodovi neshody s okolím a kritické období v jeho jednání a chování.

## Hospodářem na Moravě
V roce 1609 se za velké intervence jezuitů výhodně oženil s mladou vdovou Lukrecií Nekšovnou z Landeku po Arklebovi Prusínovském, pánu z Víckova, který byl o dobrých dvacet let starší a zemřel roku 1608. Samotná Lukrécie byla starší než Valdštejn, nicméně ten měl se zesnulým Arklebem pramálo společného: byl elegantní, světaznalý, pohledný a mladý. Usadil se na jejím sídle ve Vsetíně. Nebýt vlastnoručního záznamu Valdštejnova do vlastního horoskopu, nedochovalo by se žádné svědectví, že ke svatbě došlo. „V květnu 1609 jsem uzavřel sňatek s jednou vdovou,“ poznamenal lakonicky Valdštejn do horoskopu. František Roubík ve stati Albrecht z Valdštejna, vévoda Frýdlantský ve sborníku Jaroslava Prokeše píše (1934): „…Víme sice dnes, že souvěké klepy o této ‚vilné starožitnosti‘, jež by prý byla ze žárlivosti svého mladého chotě bezmála otrávila nápojem lásky, jsou bez podstaty, že subtilní Lukrécie byla nejvýš o pět let starší než její nový manžel a že krátké toto manželství nebylo nijak nešťastné a nerovné. Při tom však lze souditi, že to byl svazek, uzavřený s Valdštejnovy strany především z praktické vypočítavosti, jenž v tehdejší době nebyl vzácností…“ Již po pěti letech však Lukrécie zemřela na nemoc, o které nevíme nic, jen to, že byla úmorná a trápila ji od mládí, a jemu se podařilo získat všechen její majetek jako dědictví; připadly mu tak rozsáhlé statky na Moravě, k nimž připojil i další od svého strýce.
Roku 1615 na generálním sněmu zemí České koruny selhává pokus obnovit konfederaci stavovských obcí všech zemí monarchie a nebyla vyřešena ani otázka společné obrany a daní. Avšak moravská zemská vláda s hejtmanem Ladislavem z Lobkovicz se vyslovila kladně k obraně a jmenovala tři plukovníky moravského stavovského vojska, kteří měli za úkol v případě potřeby najmout 3000 pěších a 1000 jezdců – mezi ně vedle Jiřího z Náchoda a Petra Sedlnického patřil i Albrecht z Valdštejna.
Roku 1617 podpořil armádu arcivévody Ferdinanda ve Furlanské válce (severovýchodní část hranice mezi Rakouskem a Slovinskem) proti Benátkám dvěma sty jezdci (které najal za vlastní peníze) v obležené pevnosti Gradiška (Gradisca d'Isonzo). V bojích se osvědčil a později to ve své vojenské kariéře zhodnotil. 29. června byl v Praze korunován na českého krále Ferdinand II. Štýrský. Ten přiměl císařského vyslance v Madridu k podpisu mírové smlouvy.

## Vzestup Albrechta
Mezitím propuklo v Čechách stavovské povstání. V červenci 1618 požádal císař Ferdinand Moravany, aby polovina jejich stavovského vojska bojovala po boku císařské armády. Moravské stavy však odmítly a pouze umožnily průchod císařských vojsk Moravou. Valdštejn se tedy k boji nedostal, ale nabídl císaři, že na vlastní náklady najme v Nizozemí regiment kyrysníků. Spolu s dalšími protestoval v červnu 1618 proti vypovězení jezuitů ze země, za což je stižen direktory domácím vězením. Poté, co Thurn vtrhl na Moravu, byl Valdštejn převelen s plukem, jemuž velel, do Olomouce. Zde se 30. dubna 1619 z vlastního rozhodnutí pokusil vojáky převést na císařskou stranu pochodem do Vídně. Jeho vrchní strážmistr se proti tomu rozhodnutí postavil, ale Valdštejn jej chladnokrevně zabil. Ještě té noci v čele čtyřiceti mušketýrů vtrhl do domu moravského zemského výběrčího v Ostružnické ulici a vynutil si klíče od truhlic s penězi moravských stavů (tedy Zemské vlády). Moravská zemská jízda, která se vydala Valdštejnův pluk stíhat, přinutila šest setnin pluku k návratu. Zbylé čtyři setniny a vozy s uloupenou stavovskou pokladnici dovedl Valdštejn do Vídně a předal císaři. Moravané prohlásili Valdštejna za „bezectného psance, který se již nikdy nesmí vrátit do Markrabství moravského.“ Jeho majetek propadl stavům. Císař s ohledem na tísnivou vojensko-politickou situaci moravské peníze i zbytek pluku vrátil zpět na Moravu, ale s Valdštejnem coby oddaným a statečným císařským plukovníkem a velitelem se do budoucna muselo počítat. V dalších letech se Valdštejn osvědčil v císařských službách, ale punc zrádce či intrikána, od nějž se možná odvíjela i pozdější nedůvěra ze strany Habsburků, na jeho jméně zůstala.
Valdštejnovi vojáci (ti z Nizozemí) se v tzv. České válce zapojili do bitvy u Záblatí, při obraně Vídně a též v bitvě na Bílé hoře. Ač se sám bojů neúčastnil, jeho pluk si počínal výtečně a Albrecht byl jmenován císařským komisařem v severozápadních Čechách, kde tvrdým způsobem vymáhal kontribuce. Jeho pluk se před popravou 27 českých pánů na Staroměstském náměstí podílel též na zatčení Kryštofa Haranta z Polžic a Bezdružic.

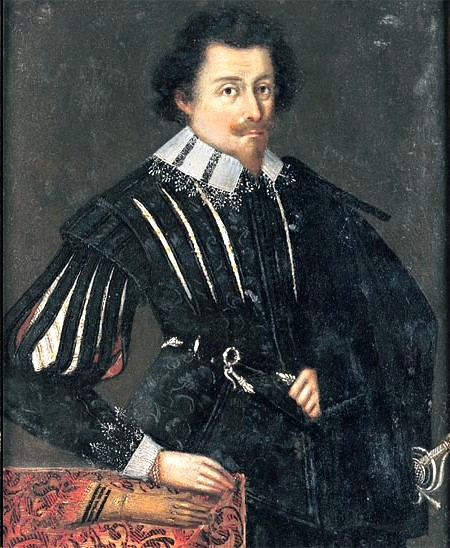
Valdštejn na portrétu kolem roku 1620

Když bylo vítězství císařské strany dovršeno, zúčastnil se spolku, který vytvořili zemský místodržící kníže Lichtenštejn, židovský bankéř Jakub Baševi z Treuenburka, holandský obchodník Hans de Witte a Pavel Michna z Vacínova. Společně založili mincovní konsorcium, které razilo znehodnocené mince – tzv. dlouhé mince. Celý podnik skončil státním bankrotem, on však vydělal tímto podnikem jmění. Daleko větší zisky však získal nákupem konfiskátů mezi lety 1621–1625, mezi nimi vynikalo dědictví po Smiřických a Rödernech. Objem zisků z těchto spekulací je odhadován až na 6 miliónů rýnských zlatých.

## Rozvoj Českolipska
V roce 1623 získal novozámecké panství a s ním i Českou Lípu. Zdejším měšťanům poskytl četná privilegia a do města přivedl v roce 1624 z Prahy augustiniány, aby děti začali vyučovat. Roku 1625 zahájil stavbu českolipského kláštera. V roce 1627 vydal jeho zakládající listinu, v níž založil latinskou církevní školu. Pojmenoval ji Kolej u Všech svatých. Klášter byl dostavěn v roce 1631.

## Vzestup Frýdlantska a druhý sňatek
9. června 1623 se oženil s Izabelou Kateřinou z Harrachu (28. září 1601 – 23. března 1656). Druhým sňatkem již Valdštejn potřeboval upevnit svou pozici a vybral si mladou dceru Karla z Harrachu, jednoho z císařových rádců, čímž Valdštejn získal potřebné konexe a podporu u císařova dvora. Spolu měli dvě děti, dceru Marii Alžbětu (1625–1662), provdanou za hraběte Rudolfa Kounice, a syna Albrechta Karla (* 22. listopadu 1627), který ale po třech týdnech zemřel na vrozenou syfilis.
Roku 1625 bylo frýdlantské panství povýšeno na knížectví a roku 1627 na Frýdlantské vévodství. Jeho území bylo vyňato ze Zemských desek Království českého, a stalo se tak jakýmsi státem ve státě.
Od roku 1628 zde měl právo jmenovat šlechtice, povyšovat sídla na města a razit mince, na které se razilo heslo INVITA-INVIDIA! = Navzdory závisti! Tímto heslem, jež si nechal Valdštejn razit nejen na mince, ale i na kordy, ostruhy apod. a jež přiznal za své nové rodové heslo, chtěl dát dvoru a svým protivníkům jasně najevo, že je nezlomný. Mohl povyšovat další osoby do šlechtického stavu. Erbovní listy vydávala dvorská kancelář panství pro zasloužilé osoby z okolí Albrechta, důstojníky císařské armády a úředníky vévodských úřadů. Do šlechtického stavu byli takto povýšeni mimo jiné: kancléř Štěpán Ilgen z llgenau, zkušený právník, rodem z Lipska, důstojník Jiří Discan z Carlstattu, důstojník jízdy Jan Gantin, hejtman liboreckého panství Jáchym Jung a další osoby.
Hlavním městem Frýdlantska se stal Jičín, dotýkalo se i hranice Slezska a mohlo se tak i odtrhnout od zbytku království. Mezi jeho plány bylo zřídit v Jičíně sídlo biskupství, univerzitu a vlastní sněm. Dokonce se chystal pěstovat bource morušového pro získání hedvábí, jež by bylo nadále využíváno při šití uniforem a armádní výstroje.
Do Jičína pozval jezuity, kteří zde založili kolej. Kraj nebyl zatížen daněmi, a byl proto nazýván též terra felix, šťastnou zemí, neboť Valdštejn si taktéž vymohl od císaře osvobození svého vévodství od armádních přezimování, která vždy kraj nemilosrdně zatěžovala.

## Generalissimus a polní maršál

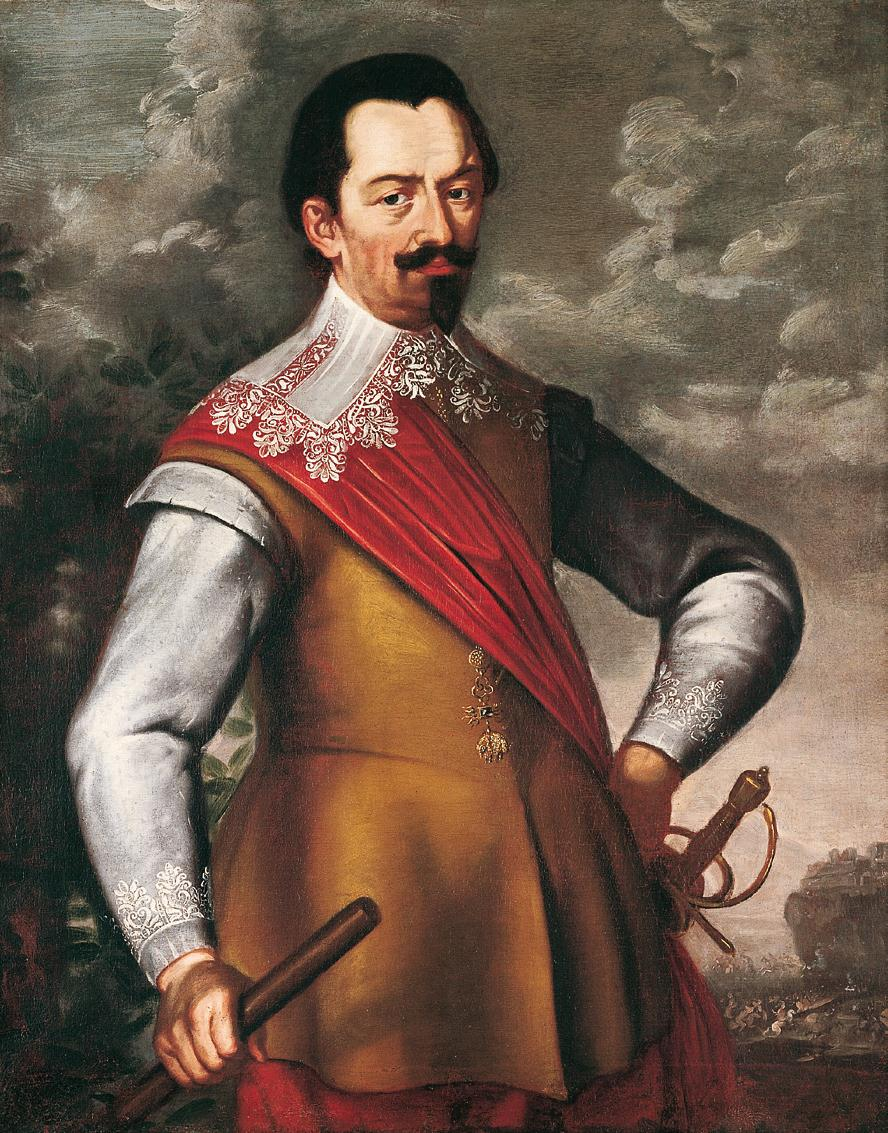
Valdštejn s odznaky svého postavení, s insigniemi Řádu zlatého rouna, maršálskou holí a šerpou

Roku 1625 se Valdštejn ujal velení císařských vojsk, byl jmenován generalissimem a sklízel úspěchy ve válce falcké, dánské a švédské. Své tažení koordinoval s velitelem vojsk Katolické ligy Janem Tsarclaesem Tillym, avšak mezi armádou císařskou a ligistickou panovala jistá rivalita. Bylo tomu tak především proto, že nejvyšší velitel, bavorský vévoda Maxmilián, se snažil o upevnění moci Bavorska, a tedy o oslabení císaře. Oproti tomu Valdštejn se snažil o utvrzení moci císaře, dokonce chtěl ze Svaté říše římské národa německého vytvořit dědičnou monarchii, těchto jeho velkých plánů se v konečném důsledku zalekl i sám císař.
Jeho armáda byla tvořena nejprve 30 tisíci muži, postupně ale narůstala až na 100 tisíc. Prezident císařské vojenské rady Rombald Collalto vytáhl s ním do boje společně, avšak po půl roce se pro neshody vrátil do Vídně, kde si na něho stěžoval. Císař pak Valdštejna pověřil reorganizací armády, avšak tou si získal mnoho nepřátel.
Největším protivníkem přímo na bitevním poli mu však byl dánský král Kristián IV., jenž během dvou let zcela ovládl celé severní Německo a budil u protestantského obyvatelstva velké nadšení. Roku 1626 porazil Valdštejn v bitvě u Desavy protestantského velitele Mansfelda a vytlačil jeho vojska ze Slezska. Valdštejnská armáda zpustošila a vypálila mnoho slezských měst a vesnic, mezi nimi Prudník, Horní Hlohov, Žárov, Pština, Bytom, Rybnik, Kozlí a Velká Střelice. O rok později obsadil Pomořanské vévodství a získal přístup k Baltskému moři.
Roku 1627 koupil knížectví Zaháňské a následujícího roku mu bylo propůjčeno vévodství meklenburské a byl jmenován generálem císařské námořní armády coby generál Oceánského a Baltského moře. Téhož roku obdržel Řád zlatého rouna, jímž se mohly chlubit jen opravdové evropské elity. Avšak zároveň mu zemřel jediný syn, princ Karel, a jeho ochránce Karel z Harrachu. Roku 1628 porazil dánská vojska v bitvě u Wolgastu a definitivně tak ukončil dánskou účast ve válce, ovšem neuspěl při obléhání Stralsundu, který byl bráněn Švédy a Skoty. 6. března 1629 vydal císař tzv. restituční edikt namířený proti protestantům, s nímž Valdštejn nesouhlasil a který do války vtáhl Švédsko.

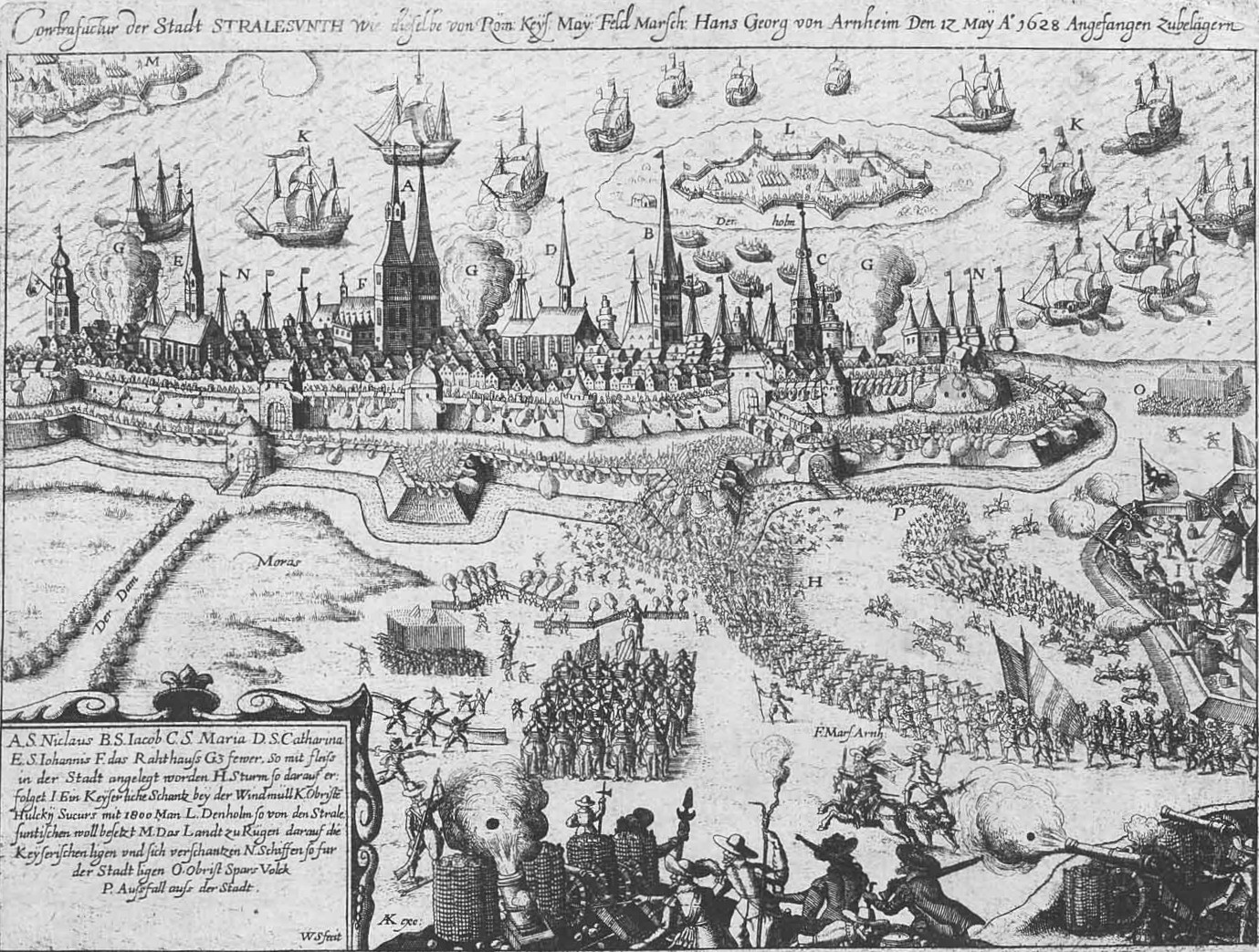
Valdštejnova vojska obléhají Stralsund

Bavorský vévoda Maxmilián kritizoval od jara 1629 císaře Ferdinanda II. za jeho přílišnou toleranci Valdštejnova válečného tažení a rabování. Protože císař potřeboval potvrdit volbu svého syna Ferdinanda římským králem, obětoval Valdštejna a v září 1630 jej odvolal na sněmu v Řezně z velení pro jeho údajnou nerozhodnost vůči postupu dánského krále. Toto odvolání se stalo finanční pohromou pro Valdštejna i jeho společníky (de Witte spáchal kvůli bankrotu sebevraždu). Valdštejn se tedy vrhl do jiného podnikání, založil pivovary, mlýny a textilní a zbrojařské manufaktury. Žil v nově zařízeném paláci (Valdštejnský palác) na Malé Straně, dnešním sídle Senátu Parlamentu ČR .
Situace císařské armády se však valem zhoršovala. Švédský král Gustav II. Adolf přeplavil svou armádu do severního Německa a postupoval dále; jako spojence si získal saského kurfiřta Jana Jiřího. V bitvě u Breitenfeldu rozdrtil 17. září 1631 císařské vojsko pod velením Tillyho. V listopadu dobyli Sasové Prahu a z Čech utekl i Valdštejn. O měsíc později přijal nabídku stát se znovu generalissimem císařské armády. Podmínky si tvrdě diktoval, avšak během pár měsíců vybudoval čtyřicetitisícovou armádu. Císař mu udělil Hlohovské knížectví ve Slezsku náhradou za ztracené Meklenbursko.

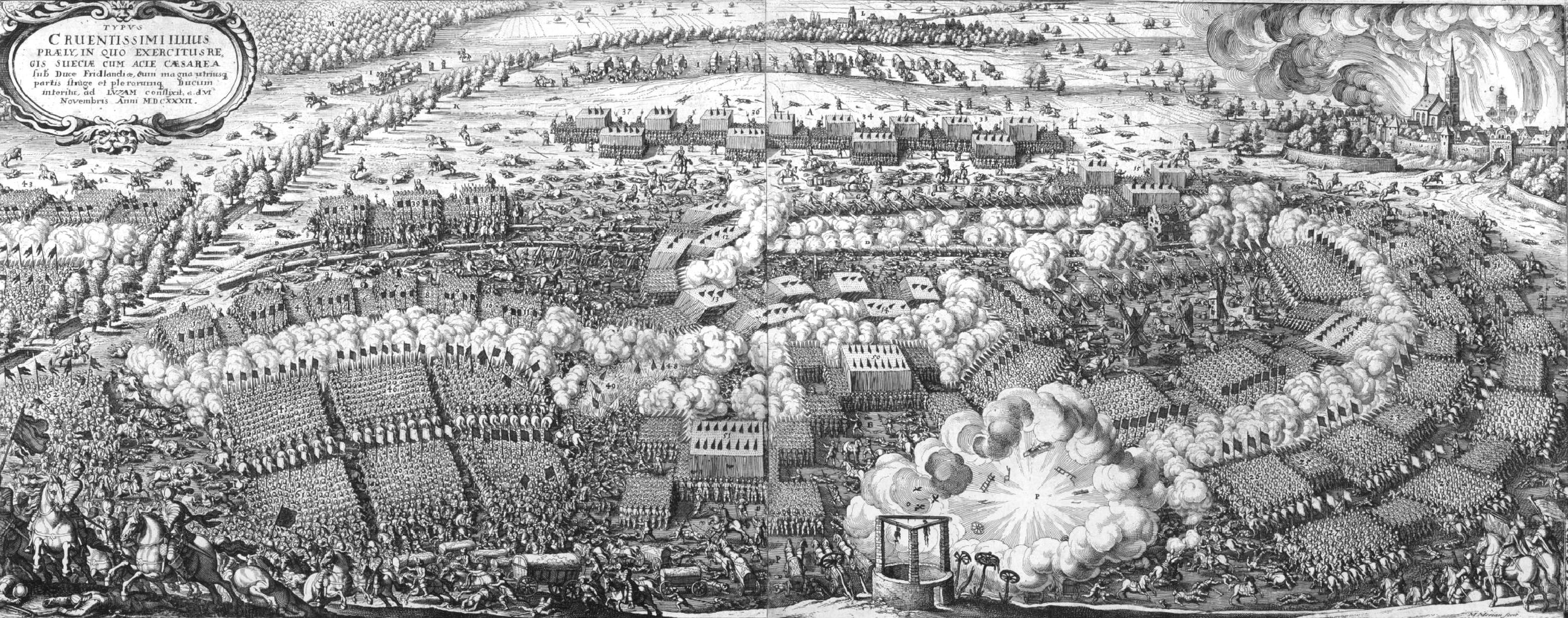
Bitva u Lützenu

Do května 1632 postupně osvobodil Čechy i Bavorsko. Na začátku srpna se mu podařilo zvítězit v bitvě u Fürthu. 16. listopadu proběhla bitva u Lützenu, která neskončila jeho vítězstvím, dopadla nerozhodně. V této bitvě však padl švédský král Gustav II. Adolf a jeho armáda byla značně demoralizována. Švédové chtěli pokračovat v boji, ačkoliv jejich ztráty byly ohromné, ale Valdštejn dal rozkaz k ústupu z bojiště. Vídeň přijala vítězství za své a kazatel Gaus zahrnul Valdštejna před celým dvorem chvalozpěvy. I tak si ale Valdštejn vysloužil tvrdou kritiku strahovského opata Kašpara z Questenberka a prezidenta válečné rady Jindřicha Šlika. V bitvě zahynulo na 9 tisíc mužů. Mezi padlými byli Valdštejnův bratranec Berchtold a kníže-opat z Fuldy. Ze všech padlých v krvavé bitvě se nejvíce poct dostalo věhlasnému polnímu maršálkovi Gottfriedovi z Pappenheimu, na jehož počest nechal Valdštejn vyzvánět na své náklady 3 dny ve všech pražských kostelech.
Stejně neoblomně ale Valdštejn trestal i dezerci – čekal jej soud se 17 provinilými důstojníky a náhodně vylosovanými vojáky z pluků, které uprchly z boje během bitvy u Lützenu. Rozsudky byly vyneseny 11. února 1633, milost od Valdštejna, jak se dalo očekávat, nedostal nikdo, a popravní lešení stálo na Staroměstském náměstí, symbolicky na stejném místě, kde bylo popraveno i sedmadvacet pánů (21. června 1621). K popravám dezertérů byl přivolán i týž kat Jan Mydlář. Událost vešla do dějin jako Pražský krvavý soud. Valdštejn odmítl i žádost o milost pro osmnáctiletého rytmistra Staitze, který na všechny zapůsobil svým zjevem a vystupováním, přestože o milost pro mladého šlechtice žádali Heinrich Holk, Ottavio Piccolomini a další důstojníci.

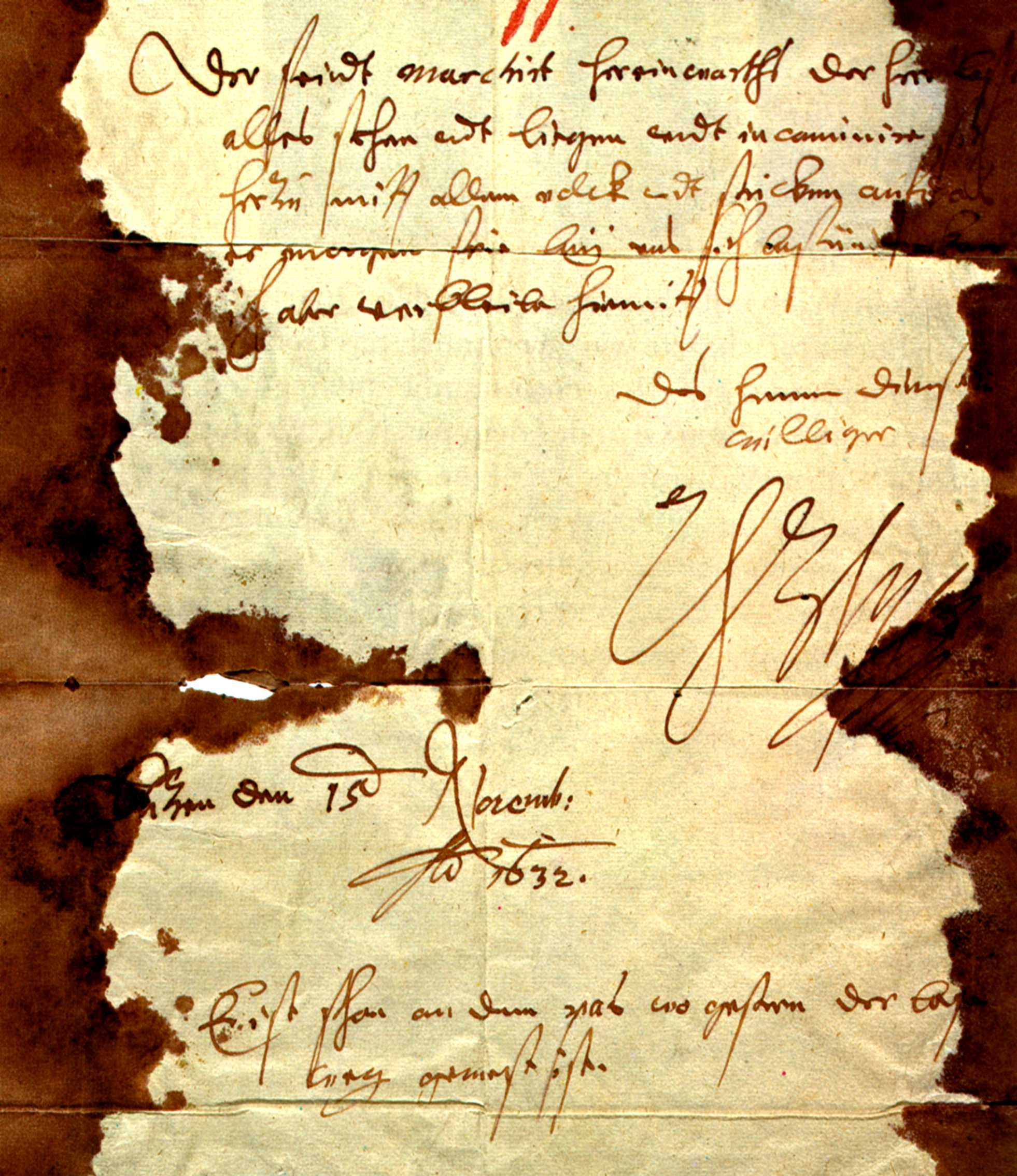
Valdštejnův písemný rozkaz Pappenheimovi v bitvě u Lützenu. Papír byl na okrajích potřísněn krví smrtelně zraněného Pappenheima

Armáda nebyla rozpuštěna se záměrem osvobodit Slezsko. Valdštejn sám se přesunul z pražského paláce zpět do Jičína, kde mu 16. května 1633 mluvčí české emigrace Jan Varlich mladší z Bubna nabídl českou královskou korunu. Léto 1633 patřilo osvobozování Slezska.

## Spiknutí proti Valdštejnovi

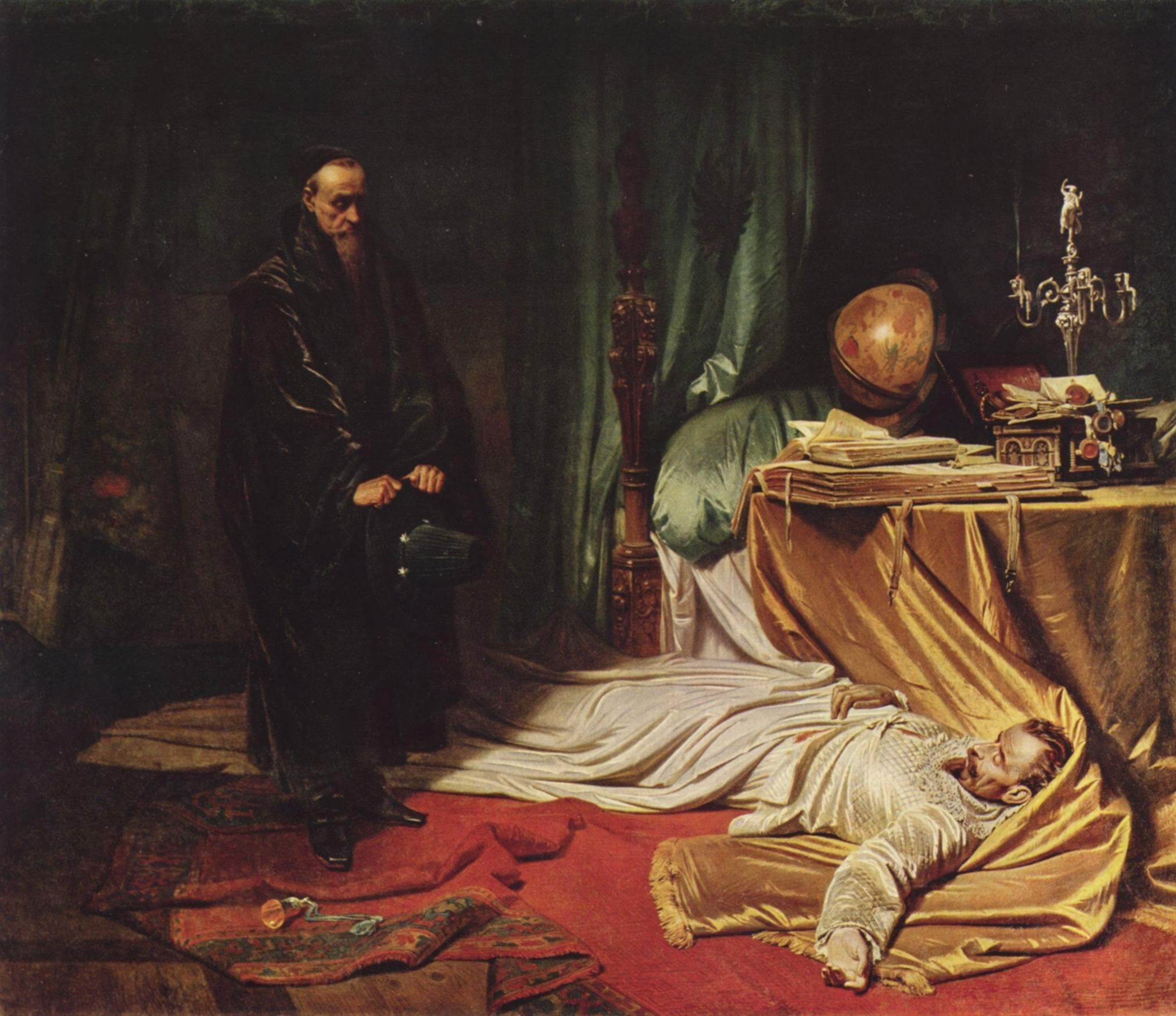
Astrolog Giovanni Battista Seni nad Valdštejnovou mrtvolou Karl Theodor von Piloty, rok 1855

Krize začala v souvislosti se vpádem výmarského vévody Bernarda do Bavor. Řezno podlehlo Švédům 14. listopadu 1633 a nic jim nemohlo zabránit vpádu do Rakouska. Valdštejnovi bylo nařízeno, aby se svou armádou těsně po splnění úkolů ve Slezsku vytáhl do Bavorska. V Plzni se však i kvůli příchodu zimy rozhodl nařídit své armádě, aby se ubytovala. To bylo pochopeno císařovou vojenskou radou jako váhání a zrada na císaři. Jeho nepřátelé, jichž u dvora bylo více než dost, neustále posílali stížnosti a anonymní memoranda žádající jeho sesazení. Také Valdštejnův zdravotní stav byl velmi vážný. Krátce po Vánocích 1633 navštívil Valdštejna v Plzni zmocněnec rakouského a španělského dvora a zpovědník císařovy manželky Eleonory kapucín Diego Quiroga s úkolem přesvědčit ho, aby neprodleně poskytl vojenskou pomoc Bavorsku, a předeslal zároveň kvůli Valdštejnovu bídnému zdravotnímu stavu možnost dobrovolného odstoupení z funkce vrchního velitele císařských vojsk. Kdyby se nebál pekla a čertů, řekl prý tehdy podle jedné soudobé zprávy Valdštejn Quirogovi, vzal by nejsilnější jed, aby se konečně zbavil utrpení. Zasypal Quirogu obžalobami a stížnostmi na Vídeň a císaře, který se o armádu nikdy nestaral, vojsko zanedbával a po něm chtěl závažná rozhodnutí. V těchto rozhořčeních se už ale snoubil Valdštejnův hněv a bezmoc nad vlastní nemohoucností. Když se Quiroga na zpáteční cestě z Plzně potkal s vévodovým synovcem Maxmiliánem z Valdštejna, řekl prý mu, že Valdštejn už dlouho žít nebude. Mezitím se aktivity ujal Vilém Kinský a zintenzivnil jednání s hrabětem Thurnem, se Švédy a se Saskem.
Situace kulminovala 11. ledna 1634. Na tento den byli do Plzně pozváni všichni důstojníci od velitelů pluků výše. Odpolední banket, který vedl Kristián von Ilow a kde teklo víno proudem, se ovšem zvrhl v pitku, která nakonec znevážila revers podepsaný Valdštejnovými důstojníky a slibující mu věrnost. Bylo třeba obnovy reversu, a to o dva dny později přímo v bytě Valdštejna. Audience u vévody, který ji absolvoval na lůžku, uspěla stvrzením reversu slibujícím věrnost generalissimovi. Bylo vyhotoveno a všemi podepsáno pět kopií. Mezi podpisy byl také podpis generála Ottavia Piccolomoniho, Valdštejnova oblíbence (konstelace hvězd při jeho narození byla stejná jako konstelace Valdštejnova), který už pár dní po podepsání plzeňského reversu sepsal obšírnou zprávu do Vídně o vévodových tajných jednáních s nepřítelem a snaze vymýtit habsburskou dynastii.
Situace ve Vídni byla už zcela protivaldštejnská. Valdštejn ještě zůstával vrchním velitelem armády a paradoxně císař byl posledním, kdo s rozsudkem nad Valdštejnem váhal – chyběly mu totiž přímé důkazy o vévodově zradě. Po obdržení Piccolominiho zprávy nakonec císař, dosud nerozhodný, podepsal 24. ledna 1634 dekret, jímž zbavil vojsko věrnosti Valdštejnovi a velení svěřil Matyáši Gallasovi. Podle císařského patentu měl být Valdštejn spolu s polním maršálem Kristianem von Ilowem a plukovníkem Adamem Erdmanem Trčkou z Lípy coby strůjci vzpoury zatčen a dopraven do Vídně. K patentu byl připojen dlouho tajený dovětek: hlavu spiknutí a její nejvýznamnější spojence, pokud to bude možné, zajmout a dopravit do Vídně, nebo jako usvědčené provinilce zabít!

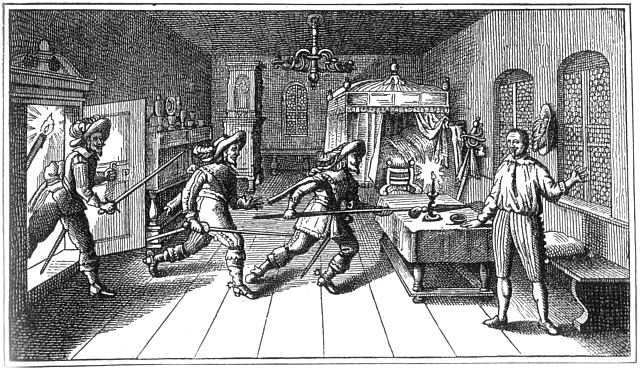
Zavraždění Albrechta z Valdštejna v Chebu

22. února se Valdštejn vydal na cestu do Chebu, kam dorazil 24. února. Plukovník Walter Butler spolu s Walterem Lesliem a Johnem Gordonem pro něj a jeho přátele uspořádal hostinu. Ta byla záminkou k likvidaci Valdštejna a jeho přívrženců. Avšak Albrecht se na hostinu nedostavil, zůstal v domě, kde byl ubytován (Pachelbelovský dům). V hodovním sále byli zavražděni Kristián von Ilow, Vilém Kinský, Jindřich Niemann a Adam Trčka z Lípy. Vrazi se potom vydali do Albrechtova domu, kde horlivý setník Walter Deveroux zavraždil vévodu partyzánou.
Důvody Valdštějnova jednání byly dlouho záhadou a vedly k řadě teorií, podle nichž například usiloval o českou královskou korunu atp. Pravda je však daleko přízemnější. Roku 1975 zkoumal český antropolog Emanuel Vlček kosti Albrechta z Valdštejna, u nichž odhalil důkazy po prodělané a nedostatečně léčené syfilidě, kterou se nakazil zřejmě už v roce 1604. Už v dobových zápisech se hovoří o jeho „uherské nemoci". V posledních letech jeho života vedla k vývinu jedné z forem syfilis - taboparalysis. Její dlouhodobé působení noxy vyústilo v zničení obranyschopnosti organismu vévody. Tehdy používaná nespecifická léčba syfilidy rtutí vedla k postupné chronické otravě tímto kovem. Fyzické zhroucení Valdštejnovo bylo nakonec následováno i zhroucením psychickým.
Zřejmě od roku 1630 trpěl generalissimus třetím stádiem této choroby. Jeho jednání po roce 1630 je také takřka učebnicovým příkladem třetího stádia syfilidy (poruchy osobnosti, demence, progresivní paralýzy). Valdštejn často prováděl horečná a zcela nesmyslná rozhodnutí, nebyl schopen souvislého uvažování, nesmyslně a radikálně měnil své příkazy atd. Jeho „chebská anabáze“ byla téměř nepochybně snahou „nezemřít v posteli“, ale v boji, neboť jako voják tělem i duší nechtěl v žádném případě připustit, aby neskonal hrdinskou smrtí… (jeho kroky je však nutno také vnímat ve světle uposlechnutí příznivé věštby jeho dvorního astrologa Vlacha Seniho, k níž tenkrát došlo, tj. kolem roku 1630, resp. po jeho prvním odvolání z funkce císařem.)
Otázka, zda zradil císaře, je složitá, neboť jako vrchní velitel měl plné právo vyjednávat s protivníkovou stranou. Císaři však zřejmě bylo potřeba předložit pádný argument pro omezení Valdštějnova vlivu, který byl značný a sám o sobě byl trnem v oku mnoha lidem. Navíc i vojenské schopnosti generalissima s postupujícím průběhem choroby značně upadaly, což jeho političtí protivníci u vídeňského dvora také chápali jako potvrzení dohadů o jeho zradě.
Majetek zavražděných si rozdělili mezi sebou vrahové a vojáci. Zavraždění byli pochováni ve Stříbře, avšak mrtvola vévody byla roku 1636 převezena do Valdické kartouzy. Po zrušení kláštera roku 1785 byly jeho ostatky pohřbeny v kostele svaté Anny v Mnichově Hradišti, kde už zůstaly dodnes.

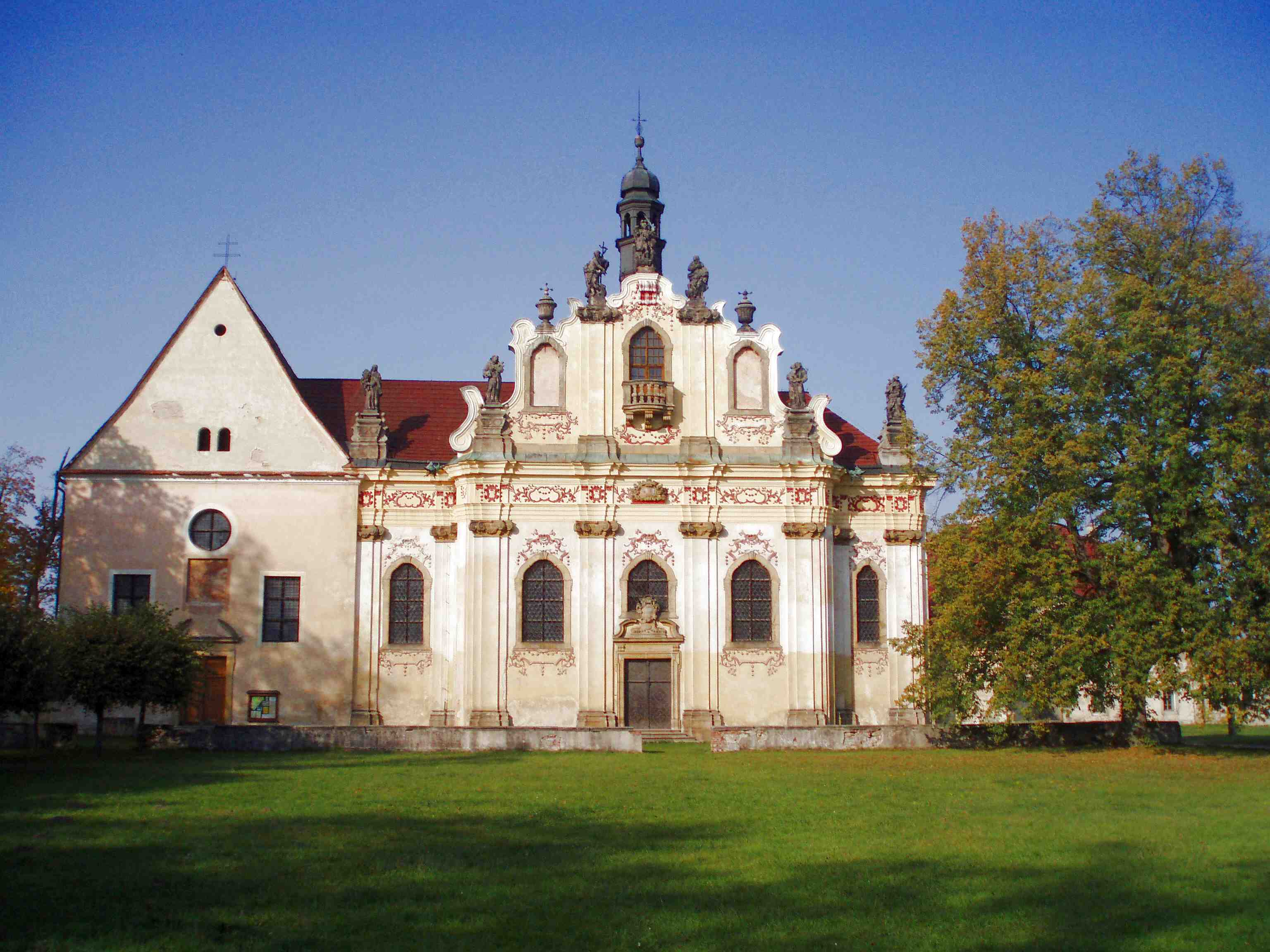
Kostel sv. Anny v Mnichově Hradišti, kde jsou uloženy ostatky Albrechta z Valdštejna

Jeho ohromný majetek byl zkonfiskován, jeho rodina získala zpět pouze pražský palác pro Maxmiliána z Valdštejna a panství Česká Lípa pro vdovu Isabelu. Konfiskace rozsáhlého Valdštejnova majetku a majetku A. E. Trčky tak měla pro české země ještě horší dopad než konfiskace pobělohorské. Na zabrané Valdštejnovo území se nahrnula drobná cizí šlechta, císař za odměnu rozdával každému, kdo se na smrti vévody podílel. Většinou to byli vojáci se šlechtickým původem z ciziny, kteří ale nemohli pochopit problematiku českého hospodaření v tak složité době, jakým třicetiletá válka byla, a došlo tak k úpadku rozsáhlých enkláv, jež vlastnili Valdštejn, Trčka a Kinský. V době zavraždění Albrechta z Valdštejna mu císař ještě dlužil na 3 miliony zlatých.

## Valdštejn vumění
Postava frýdlantského vévody se stala významným motivem evropské literatury od dob romantismu – věnovali se jí např. Friedrich Schiller nebo Gertrud von le Fort, počátkem 20. století pak vytvořil expresionistický spisovatel a lékař Alfred Döblin rozsáhlý román Valdštejn (1920). Důsledkem popularity Schillerovy trilogie Wallenstein je rozšíření nesprávné varianty Valdštejnova jména v téměř celém německojazyčném a anglofonním prostředí.
V české literatuře Valdštejnovi vydobyl důstojné místo Jaroslav Durych svými dvěma valdštejnskými trilogiemi – tzv. Malou valdštejnskou trilogií Rekviem a Velkou valdštejnskou trilogií Bloudění. Císařský generalissimus je také jednou z hlavních postav románu Trnová koruna Václava Beneše Třebízského a dramatu Oldřicha Daňka Vévodkyně valdštejnských vojsk z roku 1980.
Valdštejnova zajímavá osobnost a zdravotní stav pak daly podnět k odborným pracím několika českých profesorů. Např. MUDr. Ivan Lesný, přední český neurolog, zařadil případ Albrechta z Valdštejna do své Zprávy o nemocech mocných, Miroslav Ivanov v knize Český pitaval aneb královraždy fakticky shrnuje pozadí Valdštejnova pádu v kapitole Pýcha. Dr. Emanuel Vlček, jenž provedl antropologické šetření Valdštejnových ostatků, pak své poznatky zařadil do práce Jak zemřeli: Významné osobnosti českých dějin z pohledu antropologie a lékařství.
Bedřich Smetana složil symfonickou báseň Valdštýnův tábor na motivy prvního dílu Schillerovy valdštejnské trilogie. Významná je i vynikající obsáhlá biografie Valdštejnova z roku 1971 od historika Golo Manna, syna Thomase Manna, která má vyjít česky v roce 2025.
Thrash metalová skupina Sixth Dimension na základě inspirace knihou Zdeňka Kalisty Valdštejn – nahrála na EP Tabula Rasa (2020) skladbu Závisti navzdory (Historie odcizení a snu).

## Výstavy
Rok 2007 byl jmenován rokem Albrechta z Valdštejna (v roce 2008 pak uplynulo 425 let od jeho narození) a při této příležitosti se v Česku konaly různé kulturní akce související s osobností Valdštejna. Mezi nejvýznamnější patřila dočasná výstava Albrecht z Valdštejna a jeho doba, která se konala na přelomu let 2007 a 2008 ve Valdštejnské jízdárně v Praze. Výstava nabídla více než 700 exponátů zapůjčených z různých institucí.
Valdštejnská lodžie, kterou nechal Albrecht z Valdštejna vybudovat v blízkosti Jičína, nabízí interaktivní expozici zaměřenou na Valdštejnovy plány na budování města Jičín i krajinné změny v jeho okolí.
Muzeum Cheb, které sídlí v domě, kde byl Albrecht z Valdštejna zavražděn (tzv. Pachelbelův dům), má ve svých sbírkách množství exponátů, mezi nimiž je i vypreparovaný Valdštejnův kůň nebo vražedná partyzána. Muzeum rovněž nabízí Valdštejnův prohlídkový okruh zaměřený přímo na život slavného vojevůdce.
Zámek Frýdlant nabízí speciální prohlídky, na kterých se mohou návštěvníci v Albrechtem z Valdštejna, představovaným hercem Miroslavem Kněbortem, osobně setkat.
V Chebu, ve Frýdlantu i v Jičíně se pravidelně konají historické Valdštejnské slavnosti.

## Portréty

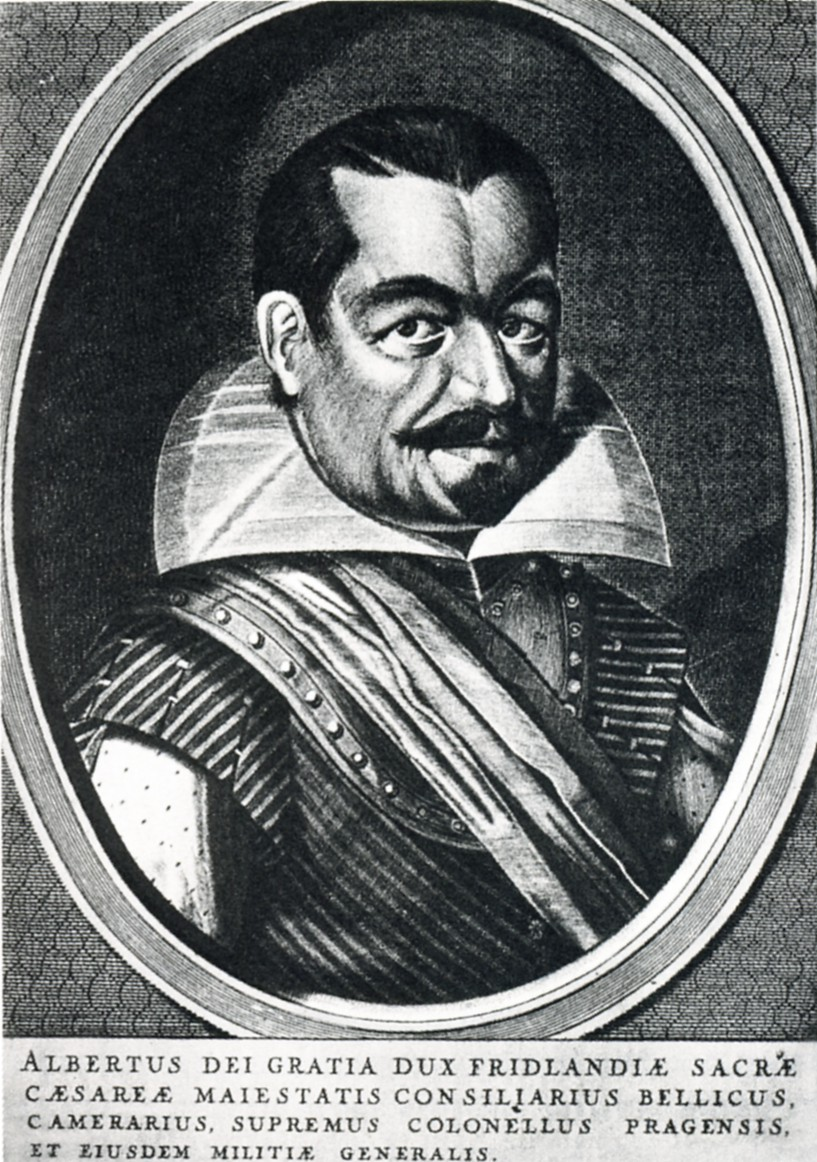
Albrecht z Valdštejna, mědiryt, autor: H. Hondius, okolo 1625
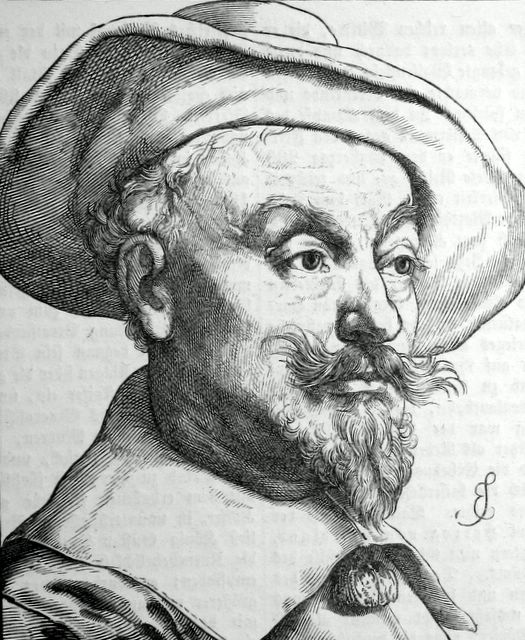
Albrecht z Valdštejna
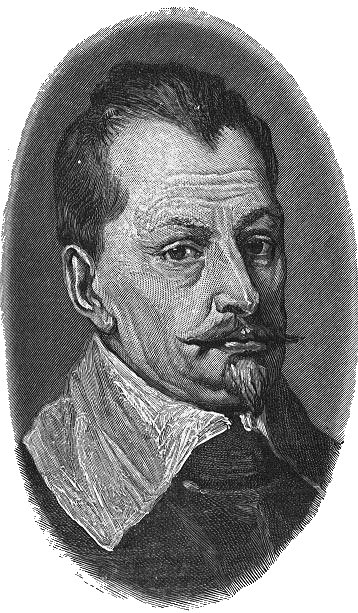
Albrecht z Valdštejna
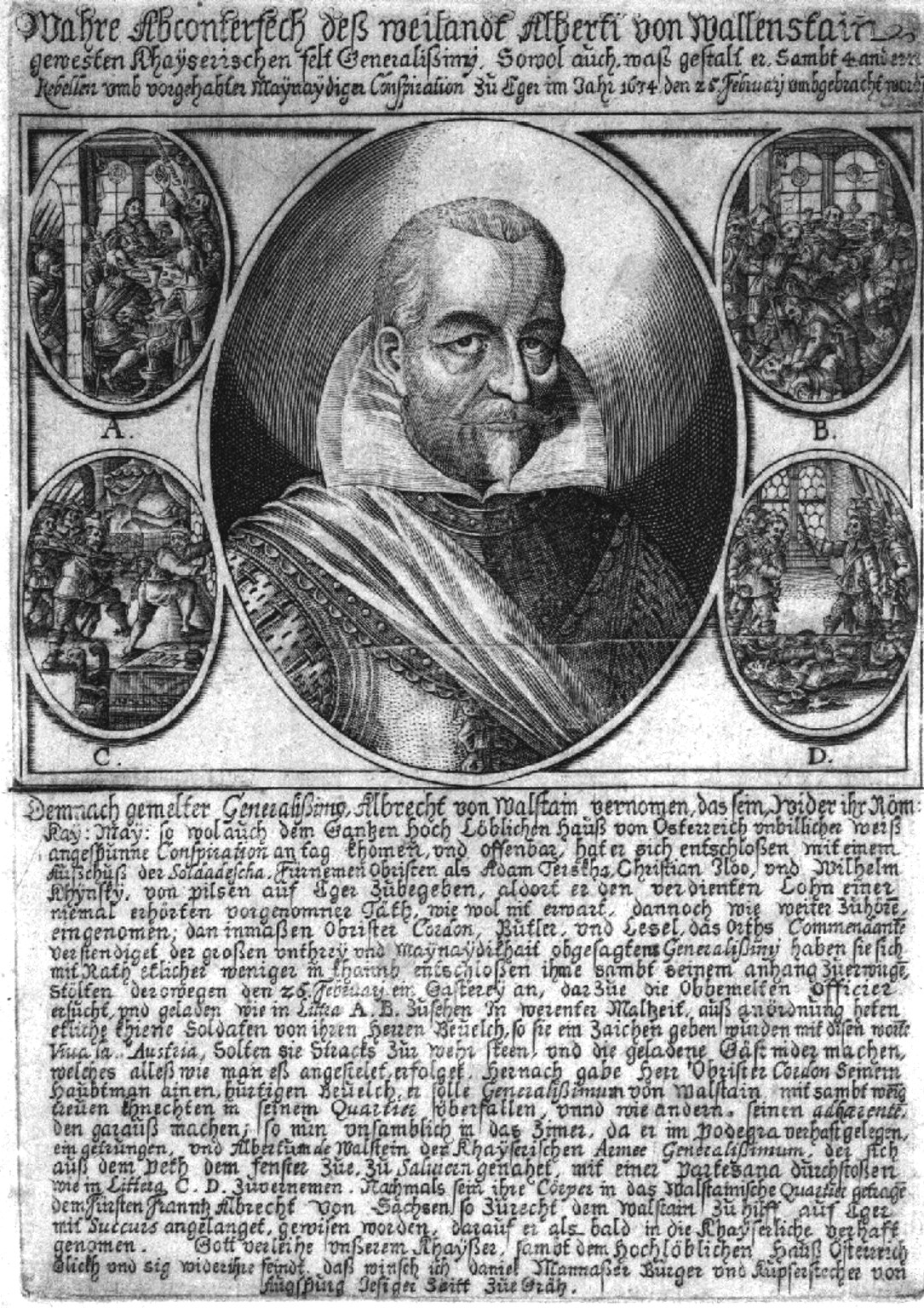
Albrecht z Valdštejna